# Le Messager Football Club Ngozi
Maillots
Le Messager Football Club Ngozi, plus couramment abrégé en Le Messager Ngozi, est un club burundais de football fondé en 2005 et basé à Ngozi, dans le Nord du pays.

## Histoire
Fondé en 2005, le club accède à la première division nationale lors de la saison 2012-2013, qu'il achève à une cinquième place. La saison suivante le club est finaliste de la Coupe du Burundi ce qui le qualifie pour la Coupe de la confédération 2015.
En 2016, le club remporte son premier titre, la Coupe du Burundi et termine également vice-champion. En 2018, Ngozi remporte son premier titre de champion avec comme entraineur le français Jean-Jacques Eydelie (24v4n3d). Puis la deuxième fois en 2020.
Le club conserve son titre en 2021.

## Palmarès
| Compétitions nationales |
| --- |
| - Championnat du Burundi (3) : - Champion : 2017-18, 2019-20 et 2020-21. - Vice-champion : 2015-16. - Coupe du Burundi (1) : - Vainqueur : 2015-16. - Supercoupe du Burundi : - Finaliste : 2020. |